# 함은지
함은지(1997년 7월 23일 ~ )는 대한민국의 역도 선수이다.